# Divulgación científica
La divulgación científica es el conjunto de actividades que interpretan y hacen accesible el conocimiento científico a la sociedad, es decir, todas aquellas labores que llevan a cabo el conocimiento científico a las personas interesadas en entender o informarse sobre ese tipo de conocimiento. La divulgación pone su interés no solo en los descubrimientos científicos del momento (por ejemplo, la determinación de la masa del neutrino), sino también en teorías más o menos bien establecidas o aceptadas socialmente (por ejemplo, la teoría de la evolución) o incluso en campos enteros del conocimiento científico.
Mientras que el periodismo científico se centra en desarrollos científicos recientes, la divulgación científica es más amplia, más general.

## Historia
Es importante la divulgación científica que aparece reflejada históricamente en multitud de obras de diferentes autores. La divulgación de las ciencias, como género literario, comenzó en los siglos XVII y XVIII. El hombre que inició la divulgación científica fue Galileo Galilei, quien en el 1612 informó a su amigo canónigo Paolo Gualdo. La obra fue sobre las manchas solares y consistía en la historia de aquellos descubrimientos sobre que la Luna tenía montañas como la Tierra, que había muchas más estrellas de lo que los antiguos se habían imaginado, que la Vía Láctea no estaba constituida por nubes luminosas producto de emanaciones terrestres, sino por un conglomerado de numerosísimas estrellas, y que el planeta Júpiter tenía cuatro satélites girando a toda velocidad a su alrededor. Entre las primeras obras evocadoras de la divulgación científica en el pasado remoto pueden citarse los Diálogos sobre los dos máximos sistemas del mundo (1632), del astrónomo italiano Galileo Galilei, en la que tres personajes dialogan durante cuatro días sobre las visiones aristotélica-ptolomeica y copernicana del universo. En 1662 se crea en Gran Bretaña la Real Society of London, presidida por el gran Newton, pero hace una divulgación sólo para las élites con lo que no llega a la sociedad en general, no es hasta el año 1799 cuando se funda la Real institution of Great Britain en la que por fin se realizan conferencias, charlas, publicaciones para que todo el mundo llegue a la ciencia. La revista norteamericana Popular Science (fundada en 1872) es probablemente la primera publicación general que apareció con un carácter divulgativo. La gran explosión de la ciencia ocurre en el siglo XX, después de la Primera Guerra Mundial despuntan grandes científicos como Eisntein y Marie Curie, que dan otra visión de la ciencia, y apuestan por su divulgación. Pero fue después de la Segunda Guerra Mundial cuando ocurrió la gran ciencia “Big science“.
En la actualidad, la divulgación científica se realiza en prácticamente cualquiera de los formatos que existen en los diferentes medios de comunicación: documentales de televisión, revistas de divulgación científica, artículos en periódicos generales o páginas de Internet dedicadas a esta labor. Existen incluso canales de televisión dedicados exclusivamente a la divulgación científica o en los que esta nueva disciplina forma una parte destacada de la programación, tales como Discovery Channel o National Geographic. Debido al gran interés que ha surgido en muchos de los medios de comunicación por hacer de la ciencia uno de los temas centrales, la divulgación científica también recibe el nombre de periodismo científico.
La divulgación científica se expresa de manera más precisa en libros específicos sobre un tema. Algunas obras divulgativas han llegado a convertirse en auténticos superventas, como Historia del tiempo, de Stephen Hawking, o Los dragones del Edén, de Carl Sagan. Este último recibió el Premio Pulitzer en 1978. Desde el punto de vista de la literatura, la divulgación científica constituye un subgénero del ensayo.
El periodista que se dedica a la divulgación de la ciencia es tan importante como el científico que genera preguntas y descubrimientos, ya que los nuevos conocimientos necesitan un agente difusor que pueda hacerlos llegar al público. La divulgación científica tiene como finalidad que el receptor se asegure de lo sucedido o simplemente se entere de lo pasado.

## Divulgadores destacados
Algunos científicos que han contribuido especialmente a la divulgación del conocimiento científico son: Jacob Bronowski (El ascenso del hombre), Carl Sagan (Cosmos: Un viaje personal), Stephen Hawking (Historia del tiempo), Richard Dawkins (El gen egoísta), Stephen Jay Gould y Edward O. Wilson, Martin Gardner (artículos de divulgación de las matemáticas en la revista Scientific American), David Attenborough (La vida en la tierra) y autores de ciencia ficción como Isaac Asimov. Otros científicos han realizado tareas de divulgación tanto en libros como en novelas de ciencia ficción, como Fred Hoyle. La mayor parte de las agencias o institutos científicos destacados en los Estados Unidos cuentan con un departamento de divulgación (Education and Outreach), si bien no es una situación común en la mayoría de los países. Muchos artistas, aunque la divulgación científica no sea su actividad formal, han realizado esta tarea a través de sus obras de arte: gran número de novelas y cuentos y otros tipos de obras de ficción narran historias directa o indirectamente relacionadas con descubrimientos científicos diversos, como las obras de Julio Verne. Estas serían una muestra de todo público como a personas que no saben como a personas expertas.
Muchos de los divulgadores más exitosos han sido científicos o han tenido formación científica. Tal es el caso de Carl Sagan, quien trabajó tanto en el programa SETI como en su famosa serie de televisión Cosmos: un viaje personal. Pero otros, como Timothy Ferris (autor de múltiples libros sobre astronomía), se formaron primero como comunicadores y luego se enfocaron en algún aspecto de la ciencia.
En la actualidad destacan divulgadores como Ed Yong, periodista que escribe para The Atlantic, Nature, New Scientist, Scientific American y el National Geographic entre otros. Fue galardonado en junio de 2021 con el Premio Pulitzer por una serie de piezas sobre la pandemia de COVID-19. Tiene un libro titulado “I Contain Multitudes” en honor a Walt Whitman. John Allen Paulos es un matemático y profesor en la Universidad Temple de Filadelfia, que mediante el humor transmite su pasión por las matemáticas. Julian Baggini, filósofo y periodista, escribe sus libros con un estilo sencillo para hacer llegar la filosofía a todos los públicos.
En España también hay un gran número de destacados divulgadores científicos como: Francis Román Villatoro, informático, físico y doctor en matemáticas que colabora en el programa de Onda Cero La Rosa de los Vientos; Javier Armentia, astrofísico muy crítico con la pseudociencia; Joaquín Sevilla, doctor en Física que junto con Armentia, con el blog ‘Ciencia en el bar’ explican con humor sus conocimientos; The Big Van Ciencia son 19 científicos que van recorriendo el país con espectáculos teatrales y monólogos científicos; Pepe Cervera que mediante Retirario, el blog científico de RTVE escribe sobre diversos temas; Clara Grima, doctora y profesora de Matemáticas en la Universidad de Sevilla difunde sus conocimientos mediante su blog Ciencia Xplora.
Internet es el medio por excelencia para que un divulgador comparta sus conocimientos y llegue a una mayor audiencia. Por eso, en los últimos años han destacado divulgadores que a través de plataformas como YouTube han transmitido sus inquietudes y explicaciones en diferentes ámbitos. En España destacan: Rocío Vidal (La gata de Schrödinger); Javier Santaolalla (fundados y miembro de The Big Van Theory); Deborah García, doctora en Química y Premio Bitácoras 2014; David Calle, profesor de matemáticas conocido por su canal Unicoos; Eduardo Sáenz de Cabezón, miembro también de Big Van Ciencia y conocido por su canal Derivando; Sergio Barrios, profesor que explica matemáticas y física y química en su canal Profesor 10 de Mates y José Luis Crespo, físico más conocido como Quantum Fracture.

### Ciencia ficción
Dentro del género literario de la ciencia ficción, las obras de ciencia ficción dura suelen presentar temas científicos con un calado lo suficientemente preciso como para ser consideradas obras de divulgación científica.[cita requerida]
En el mundo cinematográfico es muy común que las películas no sean fieles al mundo científico y que se mezclen con ciencia ficción en aras de ganar en espectacularidad y dramatismo (destacan Star Wars o Regreso al futuro), sin embargo, hay algunos ejemplos que muestran representaciones fieles de algunos ámbitos de la ciencia.
- Contagio (Steven Soderbergh, 2011)
- Hijos de los hombres (Alfonso Cuarón, 2006)
- La amenaza de Andrómeda (Robert Wise, 1971)
- Gattaca (Andrew Niccol, 1997)
- Contact (Robert Zemeckis, 1997)
- Interstellar (Cristopher Nolan, 2014)
- The Martian (Ridley Scott, 2015)
- Deep Impact (Mimi Leder, 1998)
- 2001: Una Odisea en el Espacio (Stanley Kubrick, 1968)
- Apolo 13 (Ron Howard, 1995)

## Inversión y presupuesto
La mayor parte de las agencias o institutos científicos de países como los Estados Unidos cuentan con un departamento de divulgación científica (Education and Outreach) que pretende devolver a la sociedad en forma de conocimiento las importantes inversiones realizadas en grandes proyectos (como, por ejemplo, la investigación espacial), si bien esto no ocurre en muchos otros países.
España cuenta con las Unidades de Cultura Científica y de la Innovación (UCC+i) cuyo objetivo es promocionar la cultura científica, tecnológica y de la innovación. Hay varios por todo el país en diferentes universidades e institutos de investigación.
La AEDC es la Asociación Española de Divulgación Científica, creada en 2010 es una asociación profesional, multidisciplinar y sin ánimo de lucro. Entre sus actividades, fomentan el avance del conocimiento científico, organizan cursos y congresos y mantienen contactos con diferentes asociaciones y fundaciones.
Según La Moncloa, el Ministerio de Ciencia e Innovación ejecutó el 99.7 % de su presupuesto no financiero en 2020, hasta los 2095 millones de euros, superando los 1942 millones de 2019 y comprometiendo así 153 millones más que en el año anterior..

## Profesionalización
La expresión «divulgación científica» se reemplaza paulatinamente por una más específica, «comunicación pública de la ciencia», que se ubica claramente dentro de las ciencias de la comunicación. Se reconoce, de esa manera, que la comunicación de la ciencia en la actualidad requiere de competencias, formación y formas de aproximación al conocimiento propias de las comunicaciones sociales. Los comunicadores científicos o divulgadores científicos se forman en la actualidad en carreras universitarias. La divulgación se establece así ya como una disciplina profesionalizada.
La profesionalización de la divulgación científica ha venido acompañada de la diversificación del campo. Éste no está compuesto solamente por un pequeño grupo de investigadores, sino que contiene una amplia variedad de comunicadores a tiempo completo que van desde científicos que han migrado al área de la divulgación, pasando por profesionales mediáticos, hasta una creciente cantidad de individuos que han sido entrenados específicamente en el área de la comunicación científica. Se ha comenzado a crear un sentido de comunidad, con varios colectivos más o menos formalizados que se identifican a sí mismos como divulgadores de ciencia.
En los últimos años se ha dado un creciente énfasis en la integración de la enseñanza de la divulgación en las carreras científicas. Continuando más allá de éstas con la creación de numerosas oportunidades de aprendizaje por parte de fundaciones y organizaciones gubernamentales. Las cuales buscan mejorar la capacidad de comunicación de científicos ya graduados. Además, la oferta laboral que estas instituciones presentan ha promovido la profesionalización de la divulgación; al ofrecer una creciente cantidad de puestos de trabajo que necesitan de cualificación en el área.
Cabe resaltar la presencia que tienen múltiples divulgadores científicos en redes sociales, logrando crear en estas su marca personal. Existen varios casos de comunicadores que viven del contenido remunerado que crean para diversas plataformas, siendo YouTube una de las más empleadas. Estos influencers trabajan la ciencia con un enfoque adecuado que logra interesar al público general y que les otorga sus audiencias.

## Reconocimientos a la divulgación científica
Algunos de los reconocimientos a la divulgación científica son los siguientes:
- Premio Internacional de Divulgación de la Ciencia Ruy Pérez Tamayo, convocado por el Fondo de Cultura Económica, una editorial mexicana.[27]
- Premio del primer ministro a la comunicación científica, convocado por la Royal Society Te Apārangi de Nueva Zelanda.[28]
- Premio Carl Sagan a la Apreciación Pública de la Ciencia,[29] otorgado en Estados Unidos por el Consejo de Presidentes de Sociedades Científicas (CSSP).
- Premio Kalinga a la Popularización de la Ciencia, otorgado por la Unesco.[30]
- Medalla Stephen Hawking a la Comunicación Científica,[30] otorgada por el Festival Internacional Starmus.
- Premio Michael Faraday, otorgado por la Real Sociedad de Londres.[31]
- Premio CSIC-Fundación BBVA de Comunicación Científica, otorgado en España.[32]
- Premios Prismas Casa de las Ciencias, otorgado por los Museos Científicos Coruñeses.[33]